# Frankrike i olympiska sommarspelen 1904
Frankrike sände inga deltagare till de olympiska sommarspelen 1904 i Saint Louis, dock deltog den i USA boende fransmannen Albert Coray. Han tog silver i maraton och silver i lagtävlingen över fyra miles. Internationella olympiska kommittén är idag inkonsekventa i hur de tillgodoräknar dessa medaljer, silvret i maratonloppet tillgodoräknas USA medan silvret i lagtävlingen över fyra miles tillgodoräknas kombinationslag trots att alla de andra deltagarna i laget var amerikaner.